# Matilda Chaplin Ayrton
Pour les articles homonymes, voir Chaplin et Ayrton.
Matilda Charlotte Chaplin Ayrton, née le 22 juin 1846 à Honfleur et morte le 19 juillet 1883 à Londres, est une médecin britannique. Elle est connue comme étant l'une des Sept d'Édimbourg, les premières étudiantes en médecine inscrites à l'université de cette ville d'Écosse. 

## Biographie
Matilda Chaplin naît à Honfleur,, fille de John Clarke Chaplin, avocat de Watlington, dans le Norfolk, et de Matilda Adriana Ayrton,. Sa famille vit à Edgbaston, où elle est baptisée à l'église St George d'Edgbaston en décembre 1846 puis s'installe à Kensington,. 

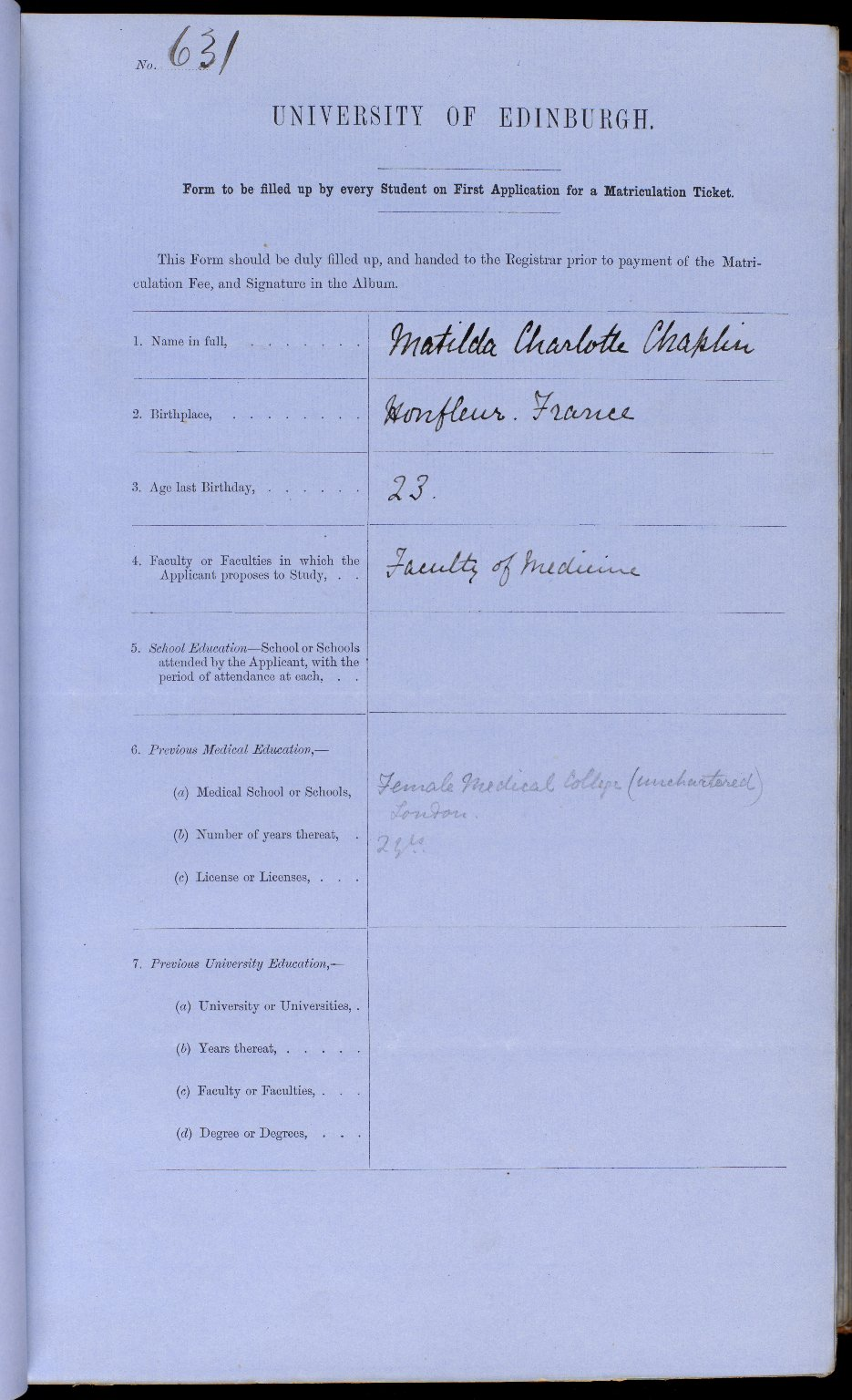
Immatriculation de Matilda Chaplin à l'université d'Édimbourg

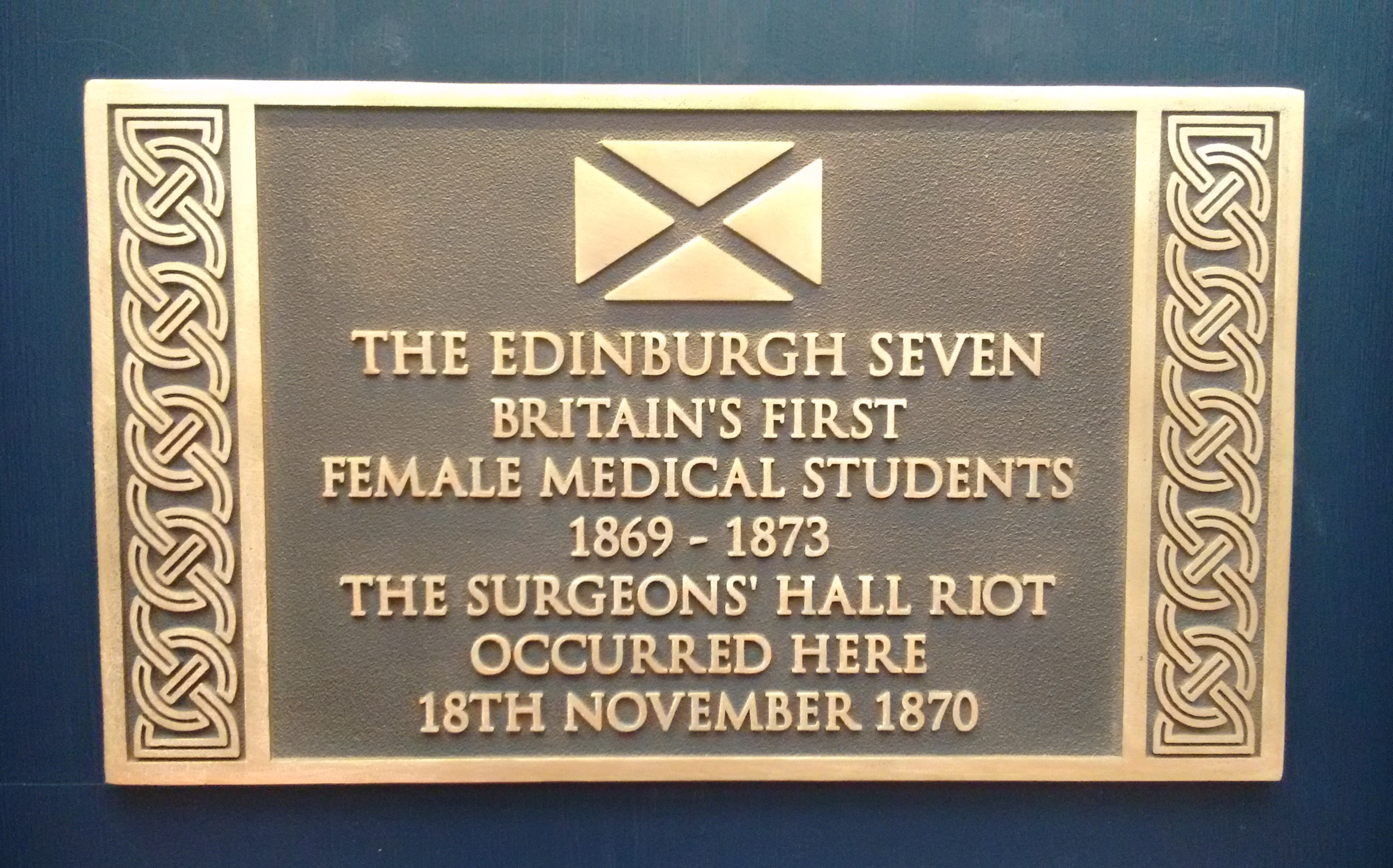
Plaque commémorative des Sept d'Édimbourg

Matilda Chaplin étudie le dessin et la peinture, puis elle décide de devenir médecin en 1867. Elle suit pendant deux ans les cours du Ladies' Medical College (en) à Londres et elle passe l'examen préliminaire de la Société des apothicaires mais se voit refuser l'inscription sur le registre médical qui lui aurait permis d'exercer comme médecin. À la même époque, Sophia Jex-Blake sollicite l'autorisation pour les femmes de s'inscrire aux études de médecine à l'université d'Édimbourg. L'université y consent sous réserve qu'un groupe de femmes s'inscrive, ce qui conduit Jex-Blake à demander que d'autres femmes la rejoignent. Matilda Chaplin est la deuxième candidate et, en octobre 1869, sept étudiantes sont inscrites à l'université d'Édimbourg, en médecine, rejointes l'année suivante par deux autres étudiantes. Matilda Chaplin obtient son diplôme d'anatomie et de chirurgie du Royal College of Physicians and Surgeons d'Édimbourg en 1870-1871. Elle suit plusieurs cours de médecine à Paris durant la même période. Mais elle n'obtient pas le diplôme britannique qui lui permettrait d'exercer comme médecin.  
En 1872, elle épouse son cousin, William Edward Ayrton. En 1873, elle obtient un diplôme de sage-femme de la London Obstetric Society, seul diplôme médical accessible aux femmes en Angleterre. Elle accompagne son mari lorsqu'il est nommé professeur à l'école impériale d'ingénieurs à Tokyo. 
Elle ouvre une école pour sages-femmes à Tokyo. En 1877, les premiers symptômes de tuberculose se manifestent, l'obligeant à retourner en Angleterre. Elle poursuit sa formation médicale à la London School of Medicine for Women. Elle obtient son diplôme de médecine à Paris en 1879, puis à Dublin, au King and Queen's College of Physicians in Ireland (en), où elle est la seule candidate féminine. Elle mène quelques recherches sur les maladies des yeux au Royal Free Hospital. 
Elle publie plusieurs articles pour The Scotsman et d’autres périodiques sur la politique et les coutumes japonaises et est l'auteure d'un livre intitulé Child Life in Japan, qu'elle illustre elle-même. Son état de santé s'aggrave en 1880, et elle passe l'hiver à Alger et Montpellier. Elle meurt des conséquences de la tuberculose à son domicile de Chelsea le 19 juillet 1883. Elle est enterrée au cimetière de Brompton le 24 juillet. 
Sa fille, Edith Ayrton est connue comme auteure et féministe.

## Hommages
Les Sept d'Édimbourg reçoivent à titre posthume le Bachelor of Medicine and Surgery honorifique lors d'une cérémonie qui se tient à l'université d'Édimbourg le 6 juillet 2019. Les diplômes sont reçus en leur nom par un groupe d’étudiantes de la faculté de médecine d'Édimbourg.